# Datenträgerversicherung
Die Datenträgerversicherung ist ein Teil der Elektronikversicherung, die aufkommt, wenn Datenträger zerstört oder beschädigt werden. Sie leistet auch dann, wenn Diebstahl oder Plünderung vorliegen oder Datenträger nicht mehr lesbar sind. Die Datenträgerversicherung ist zwar als separate Versicherung anzusehen, die Bedingungen orientieren sich aber eng an der Elektronikversicherung, genauer an den Allgemeinen Bedingungen für die Elektronikversicherung ABE, Klausel 010 Daten.

## Beschreibung
Der Versicherungsgegenstand der Datenträgerversicherung sind gespeicherte Daten. Sie sind – unabhängig von dem Datenträger, auf dem sie gespeichert sind – versichert. Was genau als Daten zu bezeichnen ist, legt die Datenträgerversicherung ebenfalls fest, und zwar:
- Bewegungs- und Stammdaten, die aus Datenbanken oder Dateien stammen
- Daten, die Standardprogrammen oder betriebsfertigen, individuellen Programmen zugrunde liegen

Auch die Datenträger selbst sind definiert. Es handelt sich bei ihnen um Datenspeicher für maschinenlesbare Informationen. Voraussetzung dafür ist die Austauschbarkeit durch den Benutzer. Datenträger sind beispielsweise Festplatten, CDs, Magnetbänder, Disketten oder Magnetplatten, die zur Speicherung der Benutzerdaten verwendet werden und zu denen er legitimen Zugang hat.

## Leistungsumfang

### Versicherte Risiken
Versichert ist in der Datenträgerversicherung ein Schadensereignis an der DV-Anlage, auf der die Daten gespeichert wurden. Darüber hinaus versichert sind Daten, die auf einem Datenträger gespeichert sind. Die Versicherung tritt für den Verlust ein, aber auch für die nicht mehr vorhandene Lesbarkeit durch Blitzeinschlag. 
Schäden und Verluste, die während einer Datenfernübertragung (DFÜ) entstehen, deckt die Datenträgerversicherung ebenfalls ab. 
Die Datenträgerversicherung tritt ein beim Abhandenkommen von Daten und Datenträgern durch:
- Diebstahl
- Einbruch-Diebstahl
- Raub
- Plünderung

Neben dem Basisschutz gibt es den erweiterten Deckungsschutz, der durch die Klausel 028 geregelt wird. Er schließt auch Schäden durch Löschen oder Verändern ein, die entstanden sind, ohne dass es zu einem Schaden im eigentlich versicherten Sinne der Hardware oder des Datenträgers gekommen ist.  
Mit eingeschlossen sind:
- die fehlerhafte Bedienung
- Computerviren
- vorsätzliche Manipulation durch Dritte, Sabotage
- elektrostatische Aufladungen
- Stromausfall
- höhere Gewalt
- Über- und Unterspannung
- Ausfall, Störung oder Beschädigung der DV-Anlage, der Stromversorgung, der Klimaanlage und der Datenübertragungseinrichtung.

Datenträger bei externen Datenverarbeitern und solche, die sich auf dem Weg zwischen dem Versicherungsort und einer externen Datenverarbeitungsstätte befinden, können über eine Zusatzdeckung versichert werden.

### Nicht versicherte Risiken
Die Datenträgerversicherung kommt nicht auf für Schäden, die Folge sind von
- Programmen oder Daten, die überholt, geändert oder verbessert wurden
- Fehlern, die durch nicht autorisierte Programme entstehen, also Raubkopien
- fehlerhaft erfassten Daten, die korrigiert werden müssen
- Nichtbeachtung von Herstellerangaben und daraus resultierenden Fehlern
- Fehlern im Zuge einer Umstellung von Anwendungssoftware auf neue Software

Darüber hinaus sind vom Versicherungsschutz ausgeschlossen:
- Schäden, die durch betriebsbedingte normale oder vorzeitige Abnutzung entstehen
- Vermögensfolgeschäden
- Schäden, die durch Vorsatz, durch Kriege oder Erdbeben entstehen

## Versicherungssumme und Leistungsumfang
Die Höhe der Versicherungssumme orientiert sich zum einen am Materialwert der Datenträger, der die Wiederbeschaffung ermöglicht. Zum anderen müssen die Kosten für die Wiederbeschaffung und Wiedereingabe der Daten und gegebenenfalls Programmdaten berücksichtigt werden. 
Der Leistungsumfang der Datenträgerversicherung erstreckt sich auf Daten, die sich in der Betriebsstätte oder in Auslagerungsstätten befinden sowie auf dem Datentransport.    
Kein Versicherungsschutz besteht für Daten, die sich bei externen Datenverarbeitern befinden. Dies gilt auch für den Datentransport zwischen Versicherungsort und externen Datenverarbeitungsstätten. Wenn der Wunsch besteht, kann jedoch der Versicherungsschutz auf beispielsweise die Beförderung von Datenträgern zu Lieferanten, Banken oder Kunden ausgeweitet werden.

## Anbieter
Die Datenträgerversicherung wird in aller Regel als Teil der Elektronikversicherung, der IT-Haftpflichtversicherung oder der Technischen Versicherung angeboten; eine reine Form existiert nicht. Zu den vertreibenden Gesellschaften gehören fast alle großen und diverse kleinere Versicherungskonzerne.

## Obliegenheiten
Der Versicherungsnehmer verpflichtet sich, bestimmte Maßnahmen zur Risikominimierung vorzunehmen. So verpflichtet er sich vertraglich, eine ausreichende Datensicherung zu betreiben und die Hinweise und Vorschriften des Herstellers hinsichtlich der Wartung und Pflege der Datenträger und der Hardware einzuhalten. Hält er sich an diese Vorgaben nicht, muss er mit Reduzierung oder Ablehnung einer Entschädigung im Schadensfalle rechnen. 
Konkret verpflichtet sich der Versicherungsnehmer, mindestens einmal pro Woche eine Datensicherung vorzunehmen. Die Art und der Umfang der Datensicherung nehmen wesentlichen Einfluss auf die Prämienhöhe der Datenträgerversicherung. Nimmt der Kunde die erweiterte Deckung in Anspruch, ist er angehalten, Virenschutzprogramme einzusetzen. 

## Prämienhöhe und Selbstbehalt
Die Prämienhöhe der Datenträgerversicherung wird im Zusammenhang mit der Versicherungssumme, dem vereinbarten Selbstbehalt und dem innerbetrieblichen Sicherheitsmanagement berechnet. Die Höhe des Selbstbehaltes ist individuell vereinbar.